# Gunter Huppenbauer
Gunter Huppenbauer (* 2. Oktober 1942 in Stuttgart) ist ein deutscher Bauingenieur.

## Leben
Gunter Huppenbauer studierte Bauingenieur- und Wirtschaftsingenieurwesen in Stuttgart und München. Während des Studiums wurde er Mitglied der Burschenschaft Hilaritas Stuttgart. Nach Tätigkeiten als Bauleiter und Kalkulator war er Technischer Leiter einer großen Niederlassung einer Bauaktiengesellschaft. 1983 erhielt er einen Ruf auf die Professur für Baubetrieb und Baubetriebswirtschaft an der Hochschule Biberach. Er war langjähriger Dekan der Fakultät Betriebswirtschaft (Bau und Immobilien) und Vorstand der Bundesdekanekonferenz. 2008 wurde er nach 25 Jahren emeritiert.

## Wirken
Er war maßgeblich an der Gründung der Bauakademie Biberach beteiligt, einer Stiftung, die das Weiterbildungsangebot der Hochschule Biberach trägt. Huppenbauer war Initiator des „Aufbaustudiengang Unternehmensführung für Bauingenieure und Architekten“, der „Wirtschaftstage von Hochschule und Bauakademie Biberach“. Vor allem mit dem „Lindauer Bauseminar“, das seit 1974 existiert, setzte er als Leiter seit 1990 Maßstäbe in der Verknüpfung von Hochschule und Bauwirtschaft.